# سفارت ایالات متحده آمریکا در لیسبون
سفارت ایالات متحده آمریکا در لیسبون (به پرتغالی: Embassy of the United States) یک منطقهٔ مسکونی و نمایندگی سیاسی ایالات متحده آمریکا در پرتغال است که در لیسبون واقع شده‌است.